# 정다한
정다한(1992년 12월 16일 ~ )은 대한민국의 가수이다.

## 개요
- 2020년 12월 19일 KBS 2TV 트롯 전국체전

## 경력
- 2020년 계룡군문화엑스포 홍보대사

## 방송
- 2019년 골든마이크
- 2020년 트롯 전국체전

## 음반
- 2014년 꽃이 되신 어머니
- 2014년 가지도 못하면서
- 2017년 보고 싶어서
- 2019년 고향친구
- 2020년 어허야
- 2021년 Awesome
- 2021년 순천만아